# (19820) Stowers
(19820) Stowers (2000 ST153) – planetoida z pasa głównego asteroid okrążająca Słońce w ciągu 4,6 lat w średniej odległości 2,76 j.a. Odkryta 24 września 2000 roku.